# HB Køge
El HB Køge es un club de fútbol de Dinamarca de la ciudad de Køge en la región de Sjælland. Fue fundado en 2009 producto de la fusión de los clubes Herfølge Boldklub y el Køge BK. Juega en la Primera División de Dinamarca.

## Historia
El 14 de marzo de 2009 fue aprobada la fusión de Herfølge Boldklub y el Køge BK por la Unión Danesa de Fútbol, fundándose el 1 de julio de ese mismo año. Incluyó también las divisiones inferiores y la infraestructura de los clubes. El club se distingue por los colores azul y negro y por un cisne como emblema.

## Presidentes
- 2009:  Jørgen Nielsen
- 2009 - Actualidad:  Henrik N. Andersen

## Uniforme
- Uniforme titular: Camiseta negriazul , pantalón negro, medias azules.
- Uniforme alternativo: Camiseta naranja, pantalón blanco, medias naranjas.

## Estadio
El equipo jugaba en el SEAS-NVE Park, inaugurado en el año 2000 y que posee una capacidad para 7441 espectadores.
Actualmente juega en el Capelli Sport Stadion, (Køge Idrætspark)
Capacidad total: 	4.000  	(2.974 de pie) y (1.026 de asientos, techados)	
Año de construcción: 	2018
Superficie: 	Césped artificial con calefacción.
Dimensiones del terreno de juego: 104m x 65m.

## Entrenadores
- Aurelijus Skarbalius (2009–11)
- Tommy Møller Nielsen (2011–12)
- Per Frandsen (2012–14)
- Henrik Pedersen (2014-15)
- Henrik Lehm (2016-18)
- Morten Karlsen (2018-19)
- Aurelijus Skarbalius (2020-21)
- Daniel Agger (2021-23)
- Nicklas Pedersen (2023-)

## Datos del club
- Temporadas en Primera División: 3 (2009, 2010, 2011 ).
- Mayor goleada conseguida:
  - En campeonatos nacionales: 1-0 al Sønderjysk Elitesport.
- Mayor goleada encajada:
  - En campeonatos nacionales: 1-7 contra FC Copenhague.